# Rubrobacter calidifluminis
Rubrobacter calidifluminis es una bacteria grampositiva del género Rubrobacter. Fue descrita en el año 2014. Su etimología hace referencia a fuente termal. Es aerobia e inmóvil. Catalasa y oxidasa positivas. Tiene un tamaño de 1-1,3 μm de diámetro, con forma de coco. Forma colonias de color rosa. Temperatura de crecimiento entre 42-67 °C, óptima de 60 °C. Tiene un contenido de G+C de 65,3%. Se ha aislado de fumarolas en la isla de São Miguel, Azores. 